# Comuna Nîva Trudova, Apostolove
Nîva Trudova (în ucraineană Нива Трудова) este o comună în raionul Apostolove, regiunea Dnipropetrovsk, Ucraina, formată din satele Cervona Zirka, Nîva Trudova (reședința), Sadove și Soldatske.

## Demografie
Componența lingvistică a satului Nîva Trudova
     Ucraineană (87,94%)
     Rusă (11,41%)
     Alte limbi (0,49%)
Conform recensământului din 2001, majoritatea populației satului Nîva Trudova era vorbitoare de ucraineană (87,94%), existând în minoritate și vorbitori de rusă (11,41%).